# Oonops caecus
Oonops caecus är en spindelart som beskrevs av Benoit 1975. Oonops caecus ingår i släktet Oonops och familjen dansspindlar.
Artens utbredningsområde är Lesotho. Inga underarter finns listade i Catalogue of Life.